# 雷瓦利縣
雷瓦利縣是印度的一個縣，位於該國北部，由哈里亞納邦負責管轄，面積1,594平方公里，每年平均降雨量553毫米，識字率為75.25%，2001年人口765,351，人口密度每平方公里480人。

## 外部連結
- Rewari district website